# چانا مانگا
چانا مانگا (به انگلیسی: Changa Manga) یک باغ‌وحش و جنگل در پاکستان است که در South Punjab واقع شده‌است.